# Lijst van Marokkaanse autosnelwegen

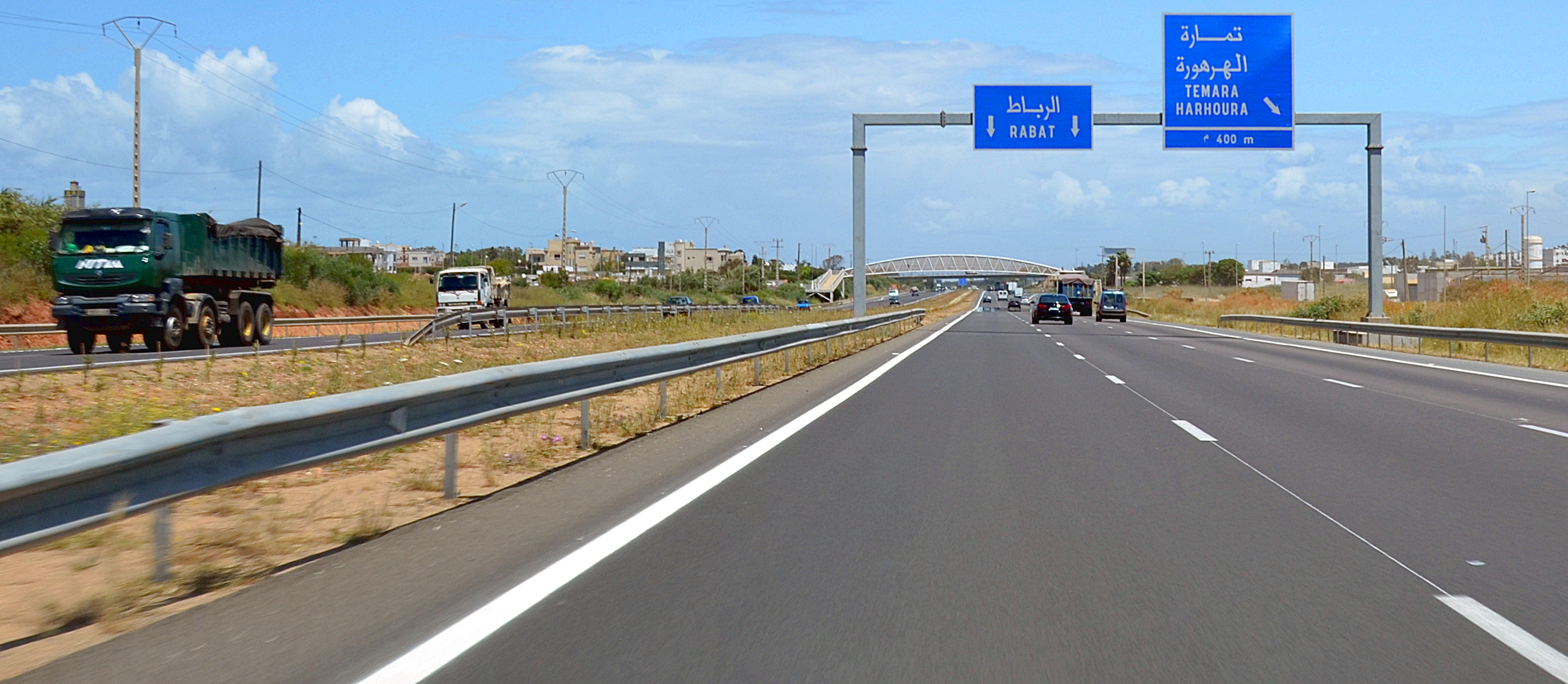
Eerste snelweg in Marokko. Klik op de afbeelding voor een vergroting.

Marokko beschikt over 1.815,5 km autosnelweg (2016).
Het netwerk wordt beheerd door Société Nationale des Autoroutes du Maroc (ADM). In 2007 verwerkten de snelwegen in Marokko 16,3% van het totale verkeer.
De snelweg Casablanca - Rabat A1 (Marokko) was de eerste snelweg van Marokko. Er wordt gewerkt om de infrastructuur in Marokko te verbeteren. Een aantal snelwegen zijn in aanbouw en andere bevinden zich in de studiefase. De laatste snelweg die gerealiseerd is, is het laatste traject van de A5  tussen El Jadida en Safi met een lengte van 140 km.
De Marokkaanse regering wil 1800 km nieuwe snelwegen aanleggen binnen 15 jaar.

## Bestaand netwerk

### A1Rabat-Safi
257 km
- 1987: Opening snelweg Casablanca - Rabat lengte 90 km
- 1991: Ingebruikname tolsysteem waardoor de A1 een tolweg werd.
- 2012: Uitbreiding capaciteit van de rijbaan van 2x2 naar 2x3 rijstroken om de toegenomen verkeersstroom beter te verwerken.

- 2003: Ring Casablanca fase 1 - 27 km
- 2004: Ring Casablanca fase 2 - 6,5 km
- 2006: Autosnelweg Casablanca – El Jadida 81 km
- 2016: Autosnelweg El Jadida - Safi 143 km

### A2Rabat-Oujda
502 km
- 1998: Autosnelweg Fès - Meknes – Khémisset 116 km
- 1999: Autosnelweg Khémisset – Rabat 66 km
- 2011: Autosnelweg Fez – Oujda 320 km

### A3Casablanca-Agadir
453 km
- 2001: Autosnelweg Casablanca – Settat 57 km
- 2005: Ring Settat 17 km
- 2007: Autosnelweg Settat – Marrakesh 145 km
- 2009: Ring Marrakesh 50 km
- 2010: Autosnelweg Marrakesh - Agadir 183 km

### A4Berrechid-Béni-Mellal
170 km
- 2014: Autosnelweg Berrechid - Béni-Mellal 95 km
- Khouribga - Oued Zem (33 km): Sintram, LRN, Seprob et SNCE
- Oued Zem - Kasba Tadla (40 km): Houar
- Kasba Tadla - Béni-Mellal (22 km): Covec

Dit traject zal aangelegd worden door vier bedrijven. Een aandeel van 35% is gegund aan twee Chinese aannemers. De overige 65% zal worden aangelegd door twee Marokkaanse aannemers. De eerste 95 kilometer tussen Berrechid en Khouribga werd op 17 mei 2014 voor het verkeer opengesteld.
- Berrechid - Ben Ahmed (38,5 km): China International Water & Electric Corporation (CWE)
- Ben Ahmed - Khouribga (38,5 km): Sintram, LRN, Seprob et SNCE

### A5Rabat-Port Tanger Med
264,5 km
- 2016: Autosnelweg Ringweg Rabat 41,5 km
- 1995: Rabat – Kenitra: 40 km
- 1996: Kenitra – Larache: 110 km
- 1999: Larache – Sidi Lyamani: 28 km
- 2002: Sidi Lyamani – Asilah: 15 km
- 2005: Asilah – Tanger: 30 km

- 2007: A1 – RN 2: 23 km
- 2008: RN 2 – Port Tanger Med: 31 km

### A7Tétouan-Fnideq
28 km
- 2007: Tétouan - M'diq: 14 km
- 2008: M'diq - Fnideq: 14 km

## Snelwegen in aanbouw

### Guercif - Nador West Med
Vanaf begin 2024 wordt de snelweg gebouwd vanaf Guercif (A2) naar de nieuwe haven Nador West Med (105 km).
- De snelweg heeft 3 trajecten: 
  - Guercif - Saka (36 km)
  - Saka - Driouch (40 km)
  - Driouch - Nador West Med (27 km).

### Tit Mellil - Berrechid
Vanaf eind 2023 wordt de snelweg gebouwd vanaf Tit Mellil naar  Berrechid (31 km).
- De snelweg heeft 3 trajecten: 
  -  Berrechid - Deroua (11 km)
  - Deroua - Médiouna (10 km)
  - Médiouna - Tit Mellil (10 km)

## Nieuwe snelwegen tot 2030
Marokko streeft ernaar om voor 2030 het snelwegnetwerk uit te breiden naar 3000 km.
Onder deze uitbreiding vallen momenteel de snelwegen die aanbouw zijn en om de onderstaande snelwegen.

### Studie
- Rabat - Casablanca Continentale snelweg aansluitingen met A1 (Marokko), A2 (Marokko) en A5 (Marokko) 60 km, 5 miljard DH
- Agadir ringweg autosnelweg, 80 km, 3,7 miljard DH
- Ringweg Marrakesh

### Gepland
- Fez/Meknes - Tangier/Tetouan (250 km)
- Marrakesh - Kelâat Es-Sraghna (stad) - Béni-Mellal
- Béni-Mellal - Fez via Khenifra
- Safi - Marrakesh
- Safi - Essaouira (130 km) (A1)
- Tanger - Tétouan (65 km)

## Goedgekeurde nieuwe snelwegen
De aanleg van de volgende snelwegen is goedgekeurd door het ministerie van Transport.
- Agadir - Guelmim (A7) (200 km)

## Voorstel nieuwe snelwegen
Voor de volgende snelwegen is er een voorstel ingediend voor goedkeuring. De aanleg zal niet voor 2030 beginnen.
- Béni-Mellal -  Errachidia (Wordt waarschijnlijk verlenging van A4) (320 km)
- Guelmim - Dakhla (Tot aan de grens van Mauritanië, Trans-Maghreb snelweg) (1460 km)
- Oujda - Saidia (56 km)
- Mohammédia - Ben Slimane (32 km)
- Meknes - El Hajeb (25 km)

Er is een investeringsregeling getroffen in de periode van 2012 t/m 2016. Onder deze regeling worden de volgende snelwegen gerealiseerd. De bouw begint voor 2030.
- Oujda -  Maghnia (Algerije) (22 km) (A2)
- Marrakesh - Ouarzazate

### Studie
Er wordt op dit moment onderzoek gedaan tussen de volgende steden:
- Oujda - Marrakesh (via Bouarfa)
- Tanger Med Haven - Fnideq (A4)
- Kenitra - Sidi Allal El Bahraoui (Directe verbinding op A2 Fes - Oujda)
- Essaouira - Agadir (A5)
- Essaouira - Chichaoua